# Neiron Ball
Neiron Ball (Jackson, 20 agosto 1992 – Jackson, 9 settembre 2019) è stato un giocatore di football americano statunitense che ha militato nel ruolo di linebacker per gli Oakland Raiders della National Football League (NFL).

## Biografia

### Oakland Raiders
Dopo avere giocato al college a football a Florida, Ball fu scelto nel corso del quinto giro (161º assoluto) del Draft NFL 2015 dagli Oakland Raiders. Debuttò come professionista subentrando nella gara del primo turno contro i Cincinnati Bengals. Il primo sack in carriera lo mise a segno nella settimana 3 su Josh McCown dei Cleveland Browns. Il 12 dicembre fu inserito in lista infortunati, chiudendo la sua stagione da rookie con 6 presenze (2 come titolare), 9 tackle, un sack e un fumble recuperato.

### Malattia e morte
Colpito nel 2018 da aneurisma, a seguito del quale era stato mantenuto in stato di coma indotto ed era divenuto quadriplegico, è scomparso nel settembre 2019 all'età di 27 anni.

## Statistiche
| Partite totali      | 6   |
| Partite da titolare | 2   |
| Tackle              | 9   |
| Sack                | 1,0 |
| Intercetti          | 0   |

Statistiche aggiornate alla stagione 2015